# Qtrax
Qtrax este un serviciu online de 'music sharing'. Cu ajutorul său cei care au conexiune la internet pot să downloadeze melodii fără a fi nevoiți să plătească pentru ele, site-ul asigură utilizatorii că nu îi va infecta cu spyware sau adware.
Site-ul „adăpostește” deja peste 25 de milioane de melodii. Unele din ele ale artiștilor foarte cunoscuți altele a celor care abia s-au lansat. Tot ceea ce se găsește pe site este exclusiv gratuit și legal.
Serviciile peer-to-peer care permit fanilor să facă schimb de informații rapid și ușor au fost controversate de companiile media deoarece încurajează distribuția de materiale ilegale. Qtrax va încerca să controleze userii cu ajutorul unui software instalat de fiecare utilizator, cu acest program utilizatorii vor putea beneficia de serviciile promise iar Qtrax va putea contoriza melodiile descărcate de aceștia.
Versiunea beta Qtrax pentru Mac OS X va fi disponibila din 18 martie 2008.
Dacă planurile Qtrax vor avea succes, site-uri ca iTunes ar putea intra direct in faliment deoarece majoritatea preferă gratuitățile din moment ce calitatea este aceeași.